# Blickduell
Blickduell, oder auch Lachen verboten genannt,  ist ein Spiel, bei dem es darum geht, Teilnehmer durch Blickkontakte, Faxen oder Geräusche zum Lachen zu bringen. Dieses Spiel wird vorwiegend in Gesellschaften (Party, Kindergeburtstag etc.) gespielt.

## Spielverlauf
Alle Teilnehmer sitzen mit ernsten Gesichtern im Kreis. Ein freiwilliger oder durch das Los bestimmter Mitspieler versucht nun, die andern durch Mimik oder witzige Gesten und Worte und Geräusche zum Lachen zu bringen. Wer von den Mitspielern als erster lachen muss, hat verloren und ist nun seinerseits an der Reihe. 

### Spielregeln
- Bei allen Varianten kann man ein vorher festgelegtes Zeitlimit setzen, damit sich der Einzelspieler nicht allzu sehr abmühen muss und die Lust verliert.
- Auch muss man sich einigen, ob man kurz wegschauen darf oder nicht.

## Varianten
Es gibt von dieser Art Spiel mehrere Varianten. Nach vorheriger Einigung der Gruppe kann man sich dazu entschließen:
- Nur Anschauen: Hier darf man nur einen normalen Gesichtsausdruck beibehalten. Wer zuerst lacht, verliert.
- Mit Reden: Hier dürfen witzige Sachen gesagt werden, um den Gegner zum Lachen zu bringen. Auch hierbei muss man sich in die Augen schauen.
- Mit Grimassen: Hier darf man Grimassen schneiden, um das Gegenüber zum Lachen zu bringen.
- Kombiniert: Hier darf geredet und dürfen Grimassen geschnitten werden.

Diese Varianten des Spiels kann man auch im Duell machen, das heißt immer einer gegen einen.